# Эррера-и-Франчи, Альберто
Альбе́рто Эрре́ра-и-Фра́нчи (исп. Alberto Herrera y Franchi; допустим перевод Эрре́ра-и-Фра́нки; 1 сентября 1874 — 18 марта 1954) — кубинский военный, генерал армии, однодневный президент Кубы в августе 1933.

## Биография
Родился в деревне Сан-Антонио-де-лас-Вуэльтас в 1874 году. В молодости активно принимает участие в Движении за независимость Кубы, проходит начальное военное обучение в пожарной части.
В районе 1896—98 года женился на Офелии Родригес Аранго, от которой у него трое детей: Альберто, Родольфо и Офелия.
При президенте Херардо Мачадо был генерал-майором дивизии в одной из кубинских армий. Во время восстания против диктатуры Мачадо в 1933 участвовал в действиях на стороне правительства Кубы.
Эррера, будучи военным и военно-морским министром во время правления Херардо Мачадо и пытающийся каким-то образом остановить восстание армии, включая увольнение непослушных офицеров, но безуспешно, 11 августа 1933 г., он прибыл в Кастильо-де-ла-Реаль-Фуэрса, который мятежники только что захватили, в надежде заключить соглашение. Повстанцы не хотят, чтобы Франчи стал президентом после Мачадо, и обе стороны соглашаются, что восстание не является восстанием, а было санкционировано самим генералом Альберто Эррерой.
После отставки Херардо Мачадо и усиления волнений, на Кубу прибыл американский дипломат Самнер Уэллс. Организовав встречу с Эррерой, уговаривает того принять президентский статус. 12 августа 1933 Альберто Эррера-и-Франчи становится президентом Кубы. Суть плана Самнер состоял в назначении Эрреры, после — его отставки и астоматического назначения президентом единственного члена кабинета Карлоса Мануэля де Сеспедес-и-Кесада. 13 августа, после отречения Эрреры, план сработал.
После этого Альберто отплывает сначала в США, а потом в Ямайку. Там он живёт до конца восстания, а после возвращается на Кубу. Скончался в Гаване в окружении семьи 18 марта 1954 года, в 79 лет.